# کای مکنزی-لایل
کای مکنزی-لایل (انگلیسی: Kai McKenzie-Lyle؛ زادهٔ ۳۰ نوامبر ۱۹۹۷) بازیکن فوتبال اهل بریتانیا است.
از باشگاه‌هایی که در آن بازی کرده‌است می‌توان به باشگاه فوتبال بارنت و باشگاه فوتبال کوکفوسترز اشاره کرد.
او همچنین در تیم ملی فوتبال گویان بازی کرده‌است.